# Bautastein von Piggsteinsrudlå
Der Bautastein von Piggsteinsrudlå, oder Piggstein, steht beim Weiler Barstad, in Sokndal, nördlich von Hauge i Dalane, im Süden des norwegischen Fylke Rogaland. Der eisenzeitliche Menhir steht nahe der Straße auf einem kleinen Hügel oberhalb des Sees Barstadvatnet.
Der 2,3 Meter hohe, 0,57 Meter breite und 0,21 Meter dicke Bautastein verjüngt sich zur gerundeten Spitze hin. Er wurde von seinem angestammten Platz entfernt, aber 1974 etwa 10 Meter vom ursprünglichen Standort entfernt wieder aufgestellt.